# Tjesnac Evripos
Tjesnac Evripos (grčki: Εύριπος, eúripos, izgovor: /ˈevripos/) najuži je morski tjesnac na svijetu, a smješten je između grčkoga otoka Eubeje i Beotije na grčkom kopnu. Nalazi se u Eubejskom kanalu, dijelu Egejskoga mora.
 

Na najužem dijelu još u potpunosti ne objašnjena morska struja toliko je jaka da teče poput rijeke, a svaki dan promijeni smjer četiri puta. Poznata je priča da se Aristotel, ne mogavši riješiti problem struje, utopio u tjesnacu. 
Na najužem dijelu kanala nalazi se glavni otočki grad Halkida koji je tjesnacem podjeljen na dva dijela koje premošćuju mostovi izgrađeni na tjesnacu.
Jedan je od tih mostova viseći Evripov most, sagrađen 1992. godine, a dug je 215 metara (na tome je dijelu tjesnac širok 160 m).
Pomični most izgrađen je 1894., novi 1962. godine, u centru grada Halkida na najužem dijelu tjesnaca koji je tu širok jedva 38 m, a most je dug 40 m.